# Малюнки Михайла Врубеля

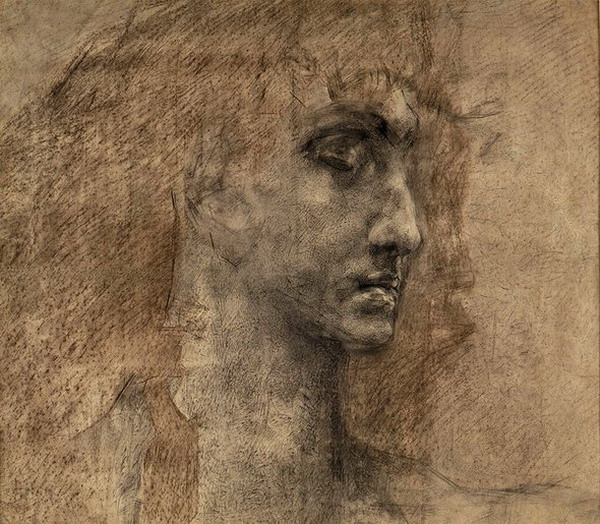
Врубель Михайло Олександрович. «Голова демона», бл. 1890 р. Державна Третьяковська галерея.

Малюнки Михайла Врубеля — особлива галузь творчості російського художника Врубеля Михайла Олександровича (1856—1910), котра досягла рівня його живопису, але багатогранна і більш різноманітна за сюжетами і техніками.

## Малювання до Академії
Художні здібності хлопчика виявились досить рано. Сестра художника згадувала, що він охоче малював з шестирічного віку. В родині дитячий потяг до малювання підтримували мати та батько. Під час недовгого перебування батька в Петербурзі він водив хлопця в Малювальну школу Товариства заохочення художників. Військова посада батька вимагала частих переїздів. Під час перебування родини в місті Саратов Михайло брав приватні уроки малювання у викладача місцевої гімназії, ще не пов'язуючи ці уроки із майбутньою художньою кар'єрою.
Серед перших малюнків доакадемічного періоду — «Маргарита», персонаж відомої поеми Гете «Фауст». Жіноча постать з великими, скорботними очима і заломом рук була ніби передчуттям драматичних персонажів майбутніх картин і малюнків Врубеля, серед яких і київська «Голова демона», виконана тільки чорною аквареллю, і «Портрет В. С. Мамонтова» та «Вершник галопом» 1891 р., і «Муза» 1896 р.
Зміцніле бажання добре опанувати малюнок як такий молодий Михайло усвідомив в російській столиці під час перебування в Петербурзькому університеті, де навчався на юридичному факультеті. (Михайло підкорився тиску родини, що наполягали на юридичній кар'єрі сина, як у його батька.) Викладач Академії П. П. Чистяков тоді проводив вечірні курси малювання для бажаючих сторонніх. Курси відвідував і Михайло Врубель.
У малюнках Врубеля не було безпосереднього відгуку на сучасні події, як то було в малюнках Валентина Сєрова чи Іллі Рєпіна. Ці малюнки первісно нібито не дуже виходили за межі літературних чи театральних вражень (коло його читання — Гете «Фауст», Толстой «Анна Кареніна», Шекспір «Гамлет»). Але всіх своїх персонажів він наділяв тугою і пристрасними пошуками, котрі хвилювали і його самого, і його сучасників.

## Ранні академічні акварелі
Вже в перших своїх акварелях Врубель виявив майстерність і неабиякий хист до мистецтва. Теми традиційні для академії з її непохитним культом римлян і Біблії. На біблійний сюжет Врубель створив «Введення діви Марії у храм», на історичну тему — «Бенкетуючі римляни».

## Малюнки київського періоду

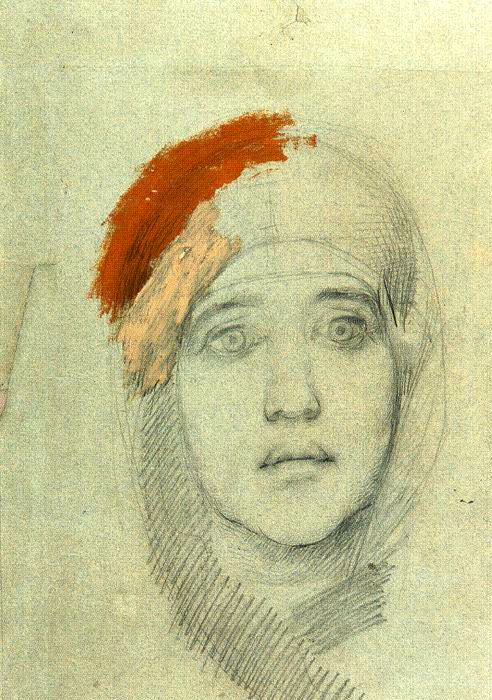
Штудія жіночої голови, 1885 рік.

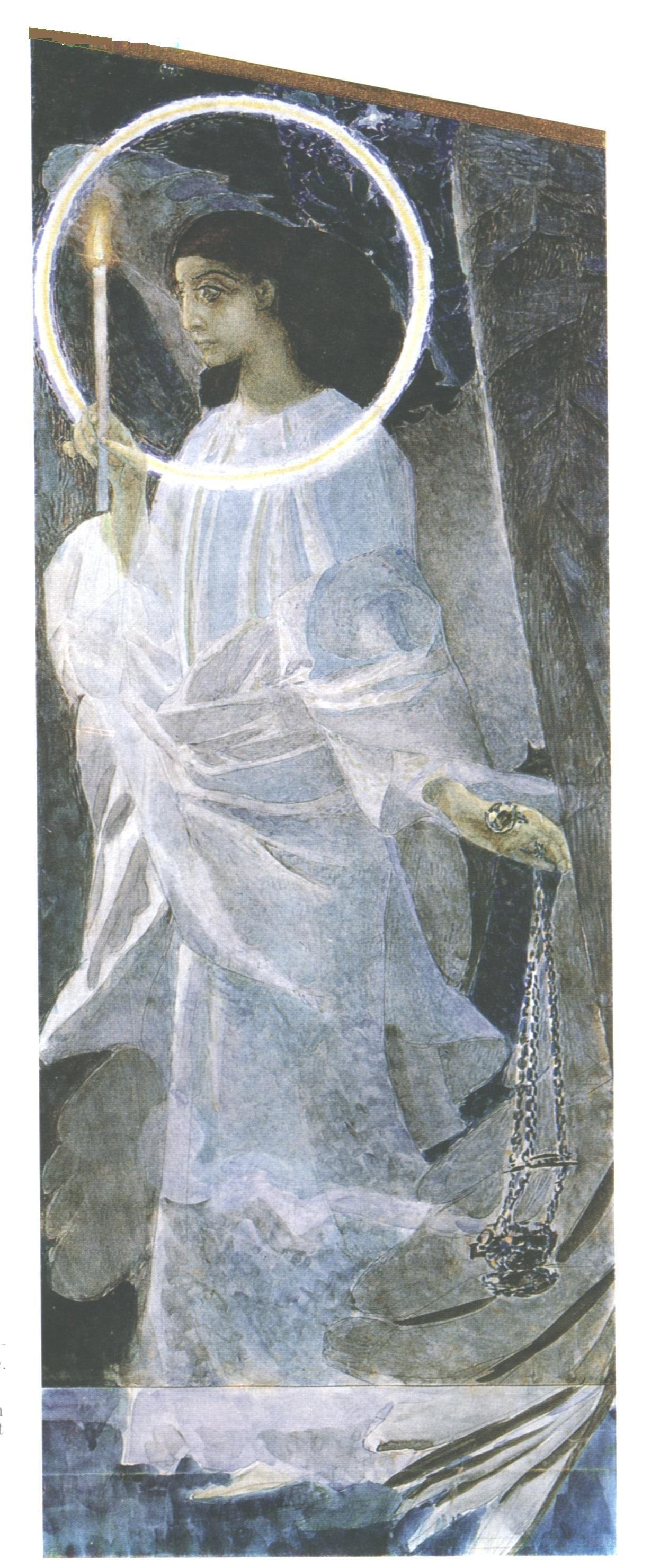
Янгол з кадилом і свічкою

Уяву про Врубеля-монументаліста дають як його фрески в Кирилівській церкві, так і цикл акварелей для стінописів в Володимирському соборі.
У 60-х роках 19 століття Кирилівська церква в Києві стає в центрі уваги громадськості: під шаром тиньку 18 століття на її стінах було знайдено фресковий розпис XII століття. У 1881 — 1884 рр. під керівництвом професора А. Прахова в храмі проводяться величезні роботи по розчищенню фресок і поновленню стінопису. В них брали участь викладачі й учні Київської малювальної школи — М. Мурашко, Г. Світлицький, І. Селезньов, М. Пимоненко, X. Платонов, І. Їжакевич, С. Гайдук, Ф. Зозулін тощо. У 1884 році тут працював Врубель Михайло Олександрович. На вимогу церкви відкриті стародавні фрески були наново переписані олійними фарбами. Тоді ж було встановлено мармурові парапети, хор та іконостас. Врубель добре впорався з відновленням фресок на місцях їх врат, поєднавши іконографічні схеми і стилістику 12 століття з тонкими алюзіями доби сецесії.
Пензлям Врубеля належали також ікони «Богоматір з Христом», «Вседержитель», «Св. Афанасій Александрійський», «Св. Кирило», на честь двох останніх і була висвячена старовинна київська церква.
Новим досягненням Врубеля як художника стануть акварелі до стінописів в Володимирському соборі. Серед них «Янгол з кадилом і свічкою», «Надгробний плач» (різні його варіанти). Психологічна напруга цих творів, посилена стилістика, деформації і впливи сецесії, котру тоді розпізнавали і засуджували як декаданс, зробило цикл акварелей незрозумілим офіційним очільникам будівництва та декорування собору. Ескізи були засуджені і відхилені. Врубелю доручать лише створення орнаментів, майстром створення яких він був теж.
В Києві досі зберігається одна з найбільших колекцій графічних творів Врубеля, де, однак, мало базових, знакових робіт митця, серед яких «Іспанія», «Пан», «Царівна-лебідь», «Портрету Савви Мамонтова» чи графічний «Портрет поета Валерія Брюсова», котрі зберігає Третьяковська галерея в Москві.

## «Демон» Лермонтова і демони Врубеля
Україні і Києву Врубель завдячував зустріччю з коханням до одруженої пані Прахової, а Одесі, де лікував душевні рани, першими спробами відтворити в малюнках образ демона за поемою М. Лермонтова. Всі перші спроби відтворити літературний образ не задовольняли художника. Він почав збирати відповідні матеріали і навіть створив декілька малюнків і акварелей з краєвидами гір Кавказу, які копіював із фотокарток. Початкові образи демонів Врубеля подані саме на тлі цих замальовок гір.
Образ демона досить рано відірвався від літературного прообразу Лермонтова і набув особистих рис уяви художника. Пошуки були настільки інтенсивними, що Врубель виліпив голову демона в об'ємі і навіть зажадав взяти участь в конкурсі на монумент поетові Лермонтову і подати на нього скульптуру демона. Здається, художник наче забув про несприйняття його ескізів для стінописів Володимирського собору і наражався на нову хвилю неприйняття і осуду в декадентстві. Врубель переробляв і переробляв власні малюнки з демоном, де поставала тривожна і занурена в сумні думи фігура з нестриженим волоссям і палаючими очима. Художник витирав обличчя до дір на папері, наклеював нові клаптики і знову переробляв і витирав до дір. Процес переробок залишений на малюнку зі збірок графіки Музею образотворчих мистецтв імені Пушкіна, де обличчя персонажа створене на новому паперовому клапані. Менше постраждав аркуш, виконаний лише чорною аквареллю, котрий зберігає Київська національна картинна галерея. Тогочасних глядачів дивував і сам образ, і потріскані губи нетутешнього персонажа, наче виснаженого в холодній пустелі неба.

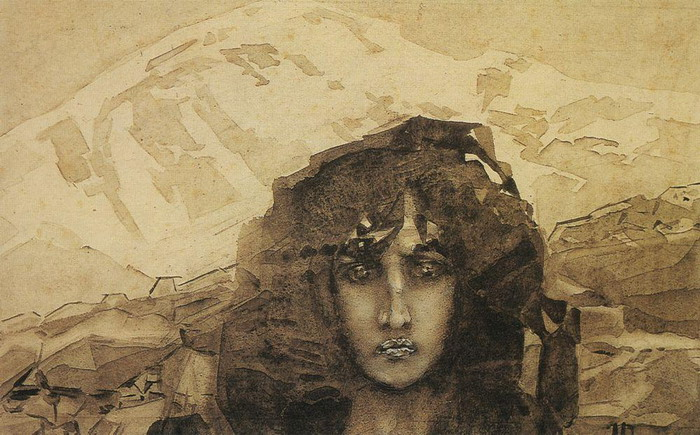
«Демон», чорна акварель, 1891, Київ
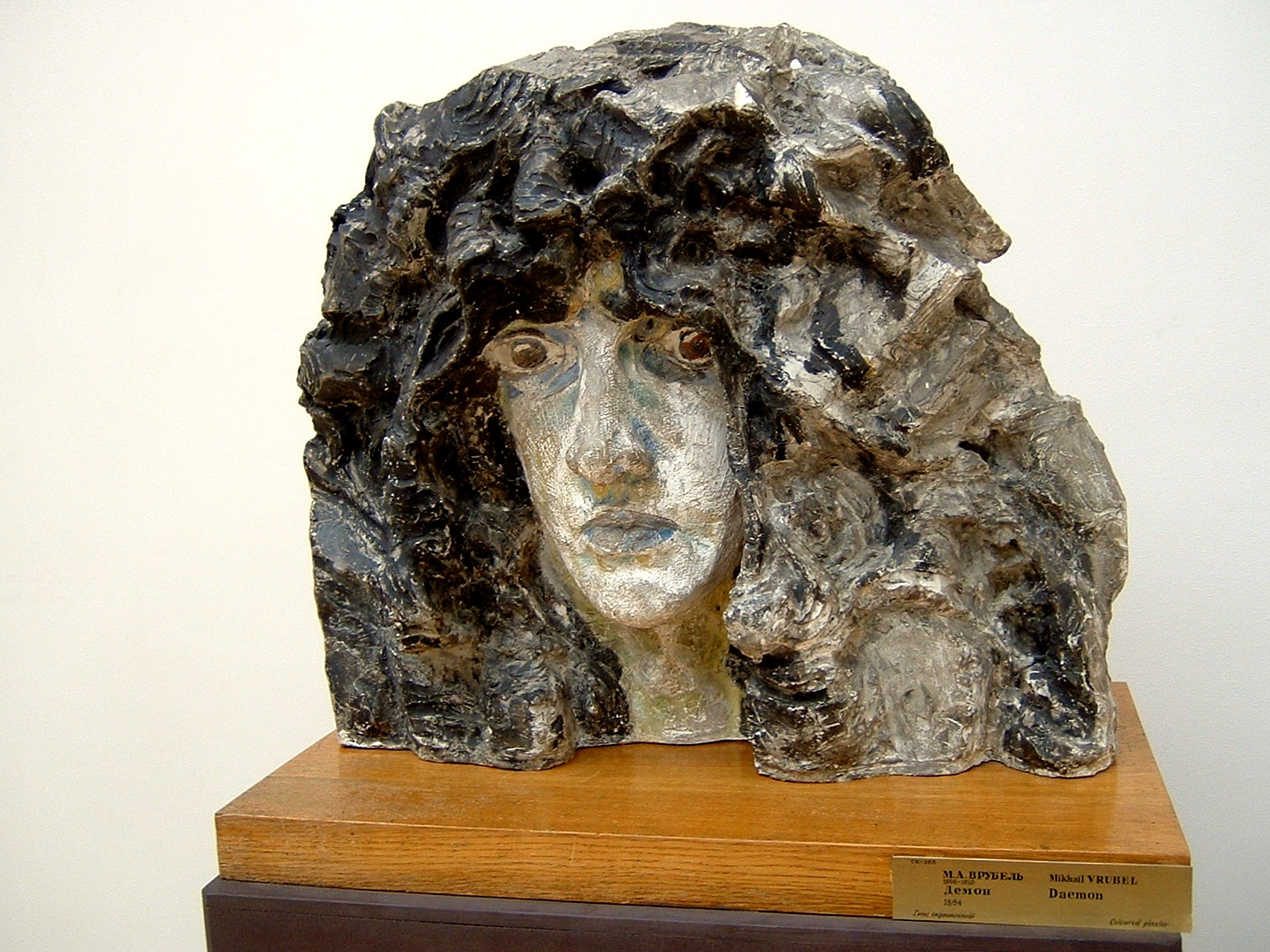
Голова демона, Російський музей
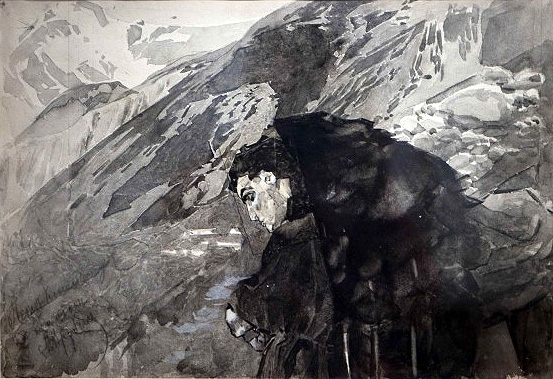
«Демон на тлі гір», Музей образотворчих мистецтв імені Пушкіна, Москва

## Акварелі Врубеля та його техніка

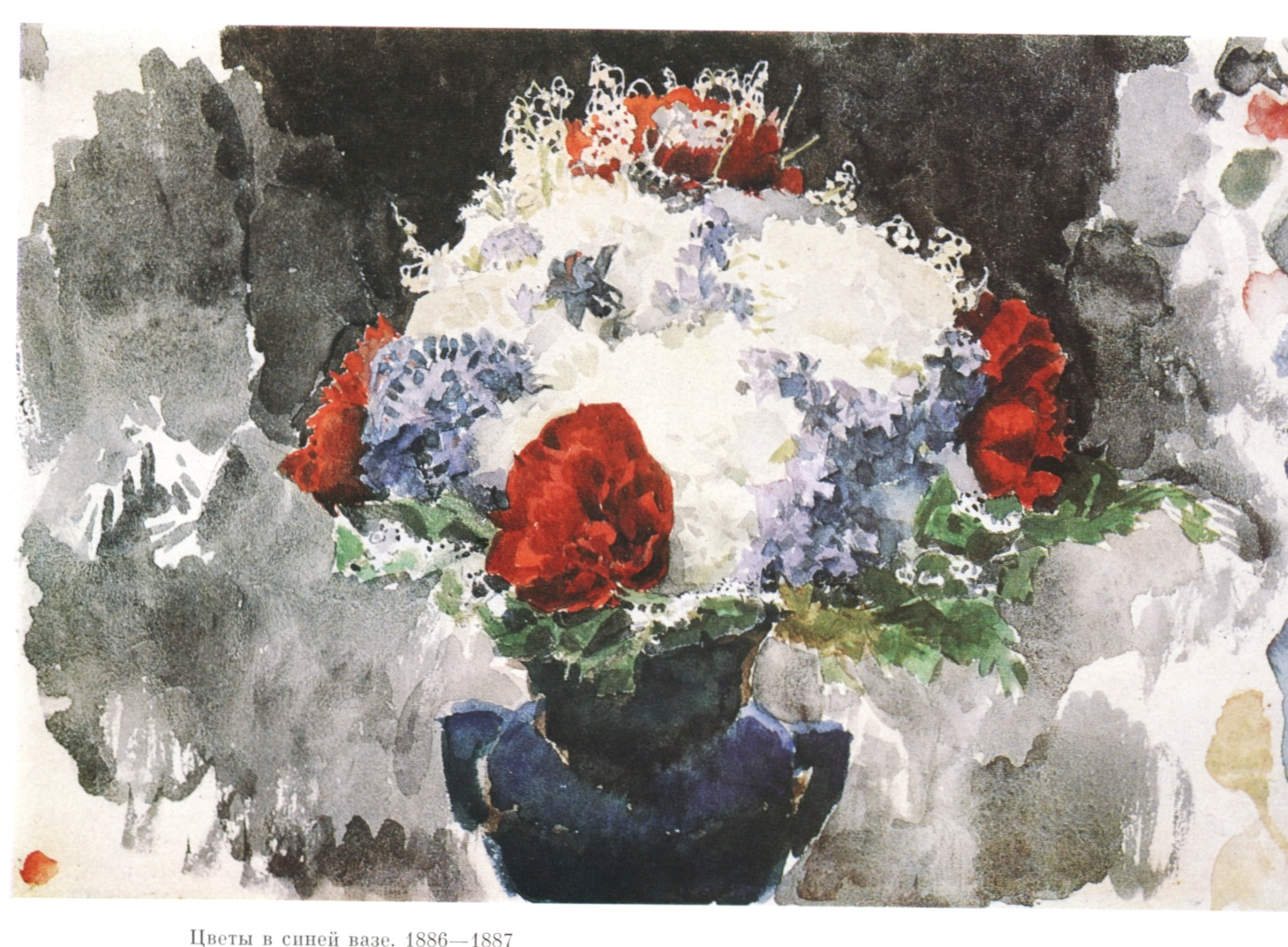
«Квіти»

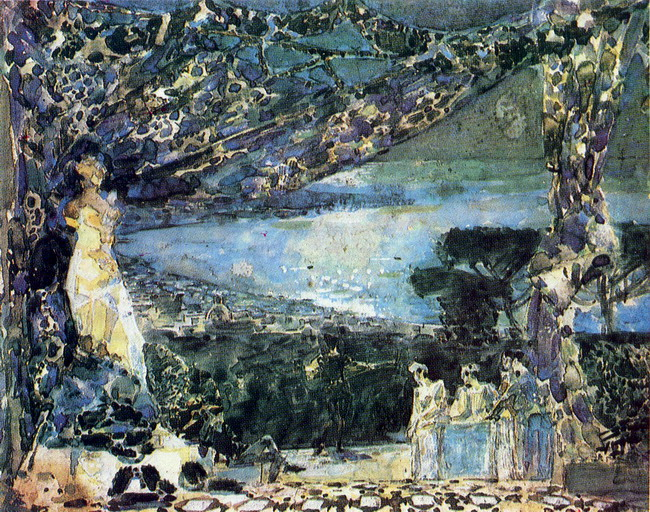
«Італія. Неаполітанська ніч», ескіз театральної завіси, 1891 р.

Писати акварелі Врубель буде й надалі, серед них натюрморти («Квіти в синій вазі», 1887; «Квітка шипшини», 1884; «Троянда», 1904) портрети («Художник Костенко С. П.», 1880; «Портрет Олександри Станкевич», 1906). Коли Врубель почав займатись сценографією, то написав ескіз театральної завіси саме аквареллю («Італія. Неаполітанська ніч», 1891 р.). Завісу зробили і вона слугувала театру Солодовнікова, поки той не згорів у 1898 році разом із завісою. Але акварелі збереглися.
Аби посилити виразність акварелі, художник змішував різні техніки, додавав розчини гумміарабіку, білила, художнє чорне вугілля. Вже в акварелях виявився потужний колористичний талант Врубеля. З'явились і перші значні поціновувачі малюнків Михайла Врубеля. Спочатку це представники художнього світу, самі майстри графіки як такої, серед них Валентин Сєров. Він записав 
| «Ось художник, котрий, як ніхто, може робити все однаково майстерно: (театральну) декорацію, картину, ілюструвати книгу, і навіть написати портрет - та ще й майстерний портрет». |
До рятування графічних творів художника Врубеля в роки 2-ї світової війни доклала зусиль відомий музейник з Києва — Поліна Кульженко.

## Малюнки московського періоду
1889 року Врубель покинув Київ і перебрався в Москву. Щаслива зустріч із художником Коровіним — і той вводить його в коло знайомих московського мецената Савви Мамонтова. Мамонтов довго придивлявся до нового художника, дивувався і його звичкам, і його незалежним поглядам, і незвичній художній манері нового для нього митця. Але делікатність Врубеля і яскрава художня особистість перемогли. Розпочався досить плідний московський період життя і творчості Врубеля.

## Спроби архітектурного проектування

Ескіз до вітражу «Ромео і Джульєтта», 1896 р., Третьяковська галерея.

Врубель не мав архітектурної освіти. Хоча перспективу вивчав в Академії. Іноді, перебуваючи в художньому оточенні, таки брався за архітектурні проекти. Під час перебування Врубеля в садибі художника Н. Н. Ге в Чернігівській губернії, він зробив якийсь архітектурний проект, але його опису не збережено (Б. К. Яновский. «Воспоминания о Врубеле», ж «Искусство и печатное дело», 1909, № 1—2, 1910).
Під час перебування в Орловській губернії в садибі Хотилєво (поблизу Брянського заводу) Михайло Врубель створив свій проект церкви для Талашкіно в Смоленській губернії, тодішнього маєтку княгині Тенішевої.
В московський період Врубель створив декілька ескізів до вітражів особняків московських багатіїв та звернувся до сценографії.

## Театральні декорації М. Врубеля
Потяг до архітектури відбився також в створенні театральних декорацій, більшість із них з архітектурними мотивами. Вони прийшлися на московський період митця, коли він потрапив в художній гурток мецената Савви Морозова. Москва того часу переживала економічне піднесення і будівельний бум, в місті працювала низка обдарованих архітекторів першого, раннього етапу модерну (російська сецесія), серед яких особливо виділялись Петро Бойцов, Кекушев Лев Миколайович (1859—1919 ?), Шехтель Федір Осипович (1859—1926).
Якщо в малюнках і картинах Врубеля важко знайти відбитки подій його сучасності (Михайло Олександрович був достатньо аполітичним), то відбитки сучасної архітектури є в його сценографії. Суспільство переживало захоплення фольклором, національною історією, займалось пошуками національних коренів і витоків. Приватні колекції повняться старовинними речами, як шедеврами, так і відвертим мотлохом. Актори на сцені виступають в фантазійних історичних костюмах, іноді сідають в антикварні крісла і беруть в руки історичну зброю. В наявності був потяг до історичної достовірності. В російській архітектурі помітне звертання до архітектури допетровської доби, до споруд 17 століття. Все це є і в театральних ескізах Врубеля — товсті, дубові ворота, оковані залізом, в «Місті Льодянику» до опери «Казка про царя Салтана», малі віконця з лиштвою і замальовки російської дерев'яної архітектури (в «Олександрівській слободі»), взагалі рідкісної в малюнках Михайла Врубеля. Художня фантазія митця навіть класичну споруду Джакомо Кваренгі переробила в теремний палац 17 століття в ескізі «Зимова канавка» до опери «Пікова дама».

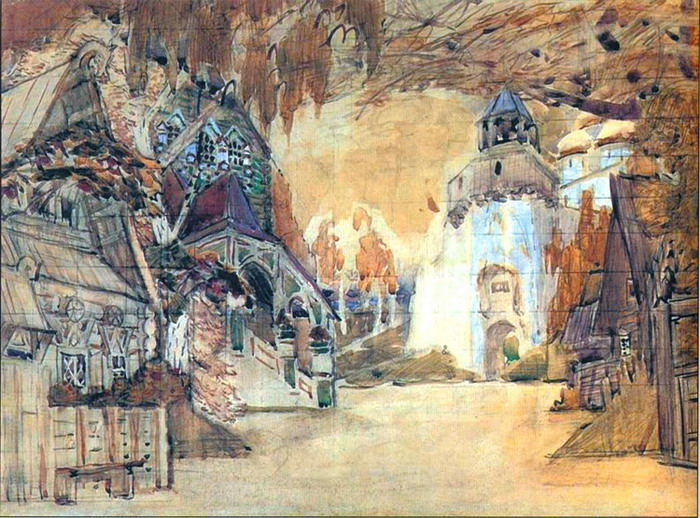
«Олександрівська слобода», до опери «Царська наречена», 1899
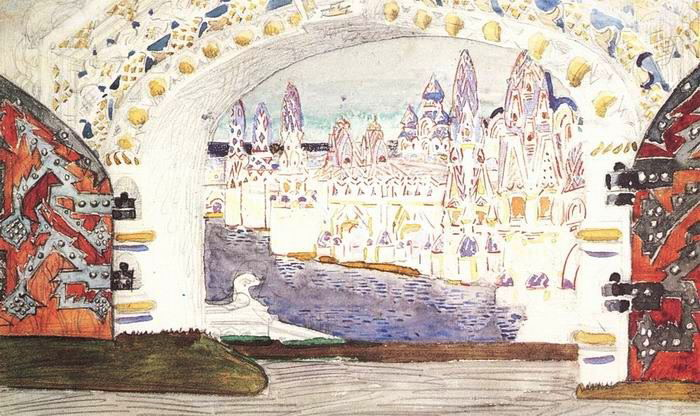
«Місто Льодяник», до опери «Казка про царя Салтана», 1900
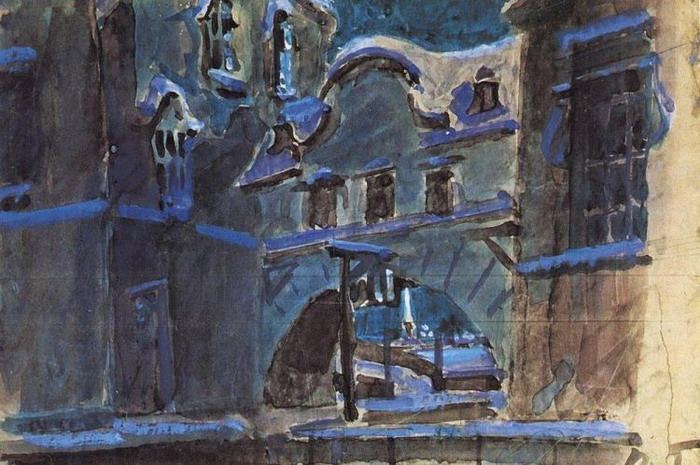
«Зимова канавка», до опери «Пікова дама», 1901

## Графічні автопортрети
Врубель належить до художників, портретів якого не створили інші митці. Частково це було компенсовано власними автопортретами, але всі вони графічні. Він почав вивчати власне обличчя і фіксувати його в акварелях ще під час навчання в Академії. Тоді він став безоплатною моделлю для самого себе. Але вони лише фіксували його обличчя і були здебільшого штудіями-замальовками, маловдалими, маловиразними. В подальшому він звертався до різноманітних технік — від малюнків пером і плямою до імітації в олівцевому малюнку штрихування гравюри. При цьому і саме штрихування носило у Врубеля відбиток його індивідуальної графічної манери — то з драматичним освітленням, то з пригніченим настроєм особи, що зазнала невизнаності і розчарувань в коханні і в художній практиці.
В аркуші-малюнку 1905 року він вже подав себе як фінансово успішного художника, хоча це мало відповідало реальності. Він старанно приховав тепер в автопортреті власну тривогу через невиліковну хворобу.

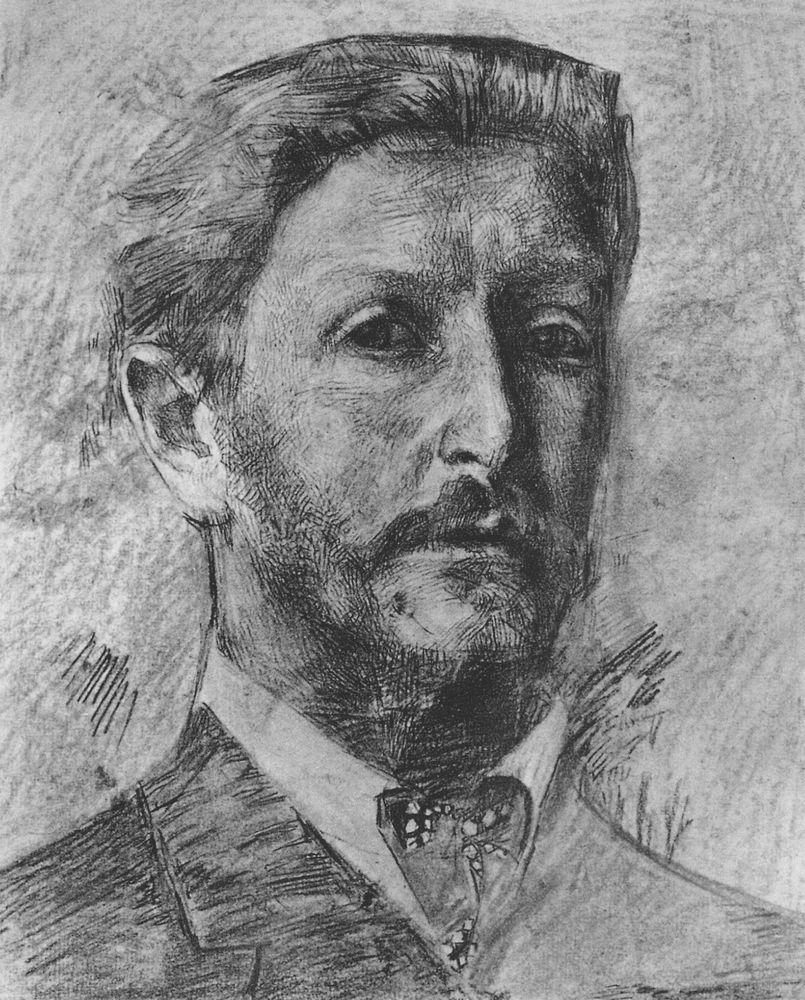
Автопортрет, 1905
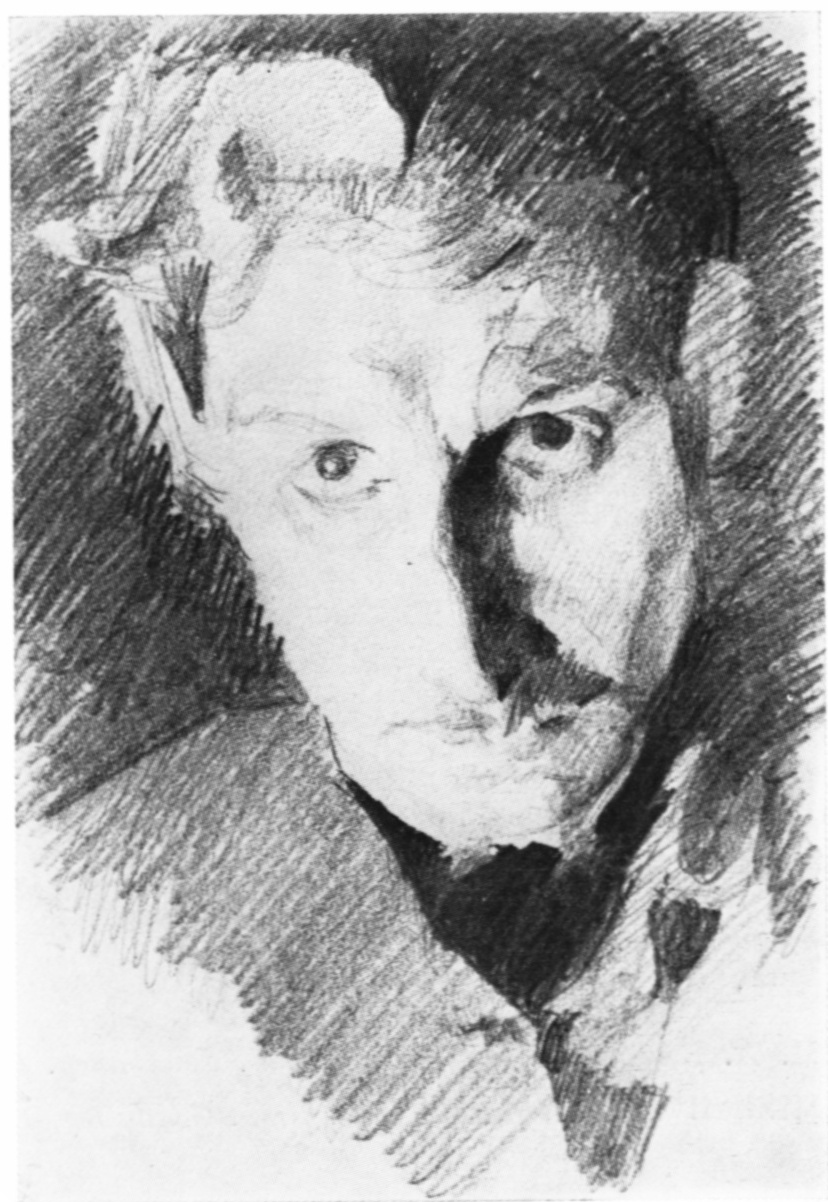
Автопортрет, 1885
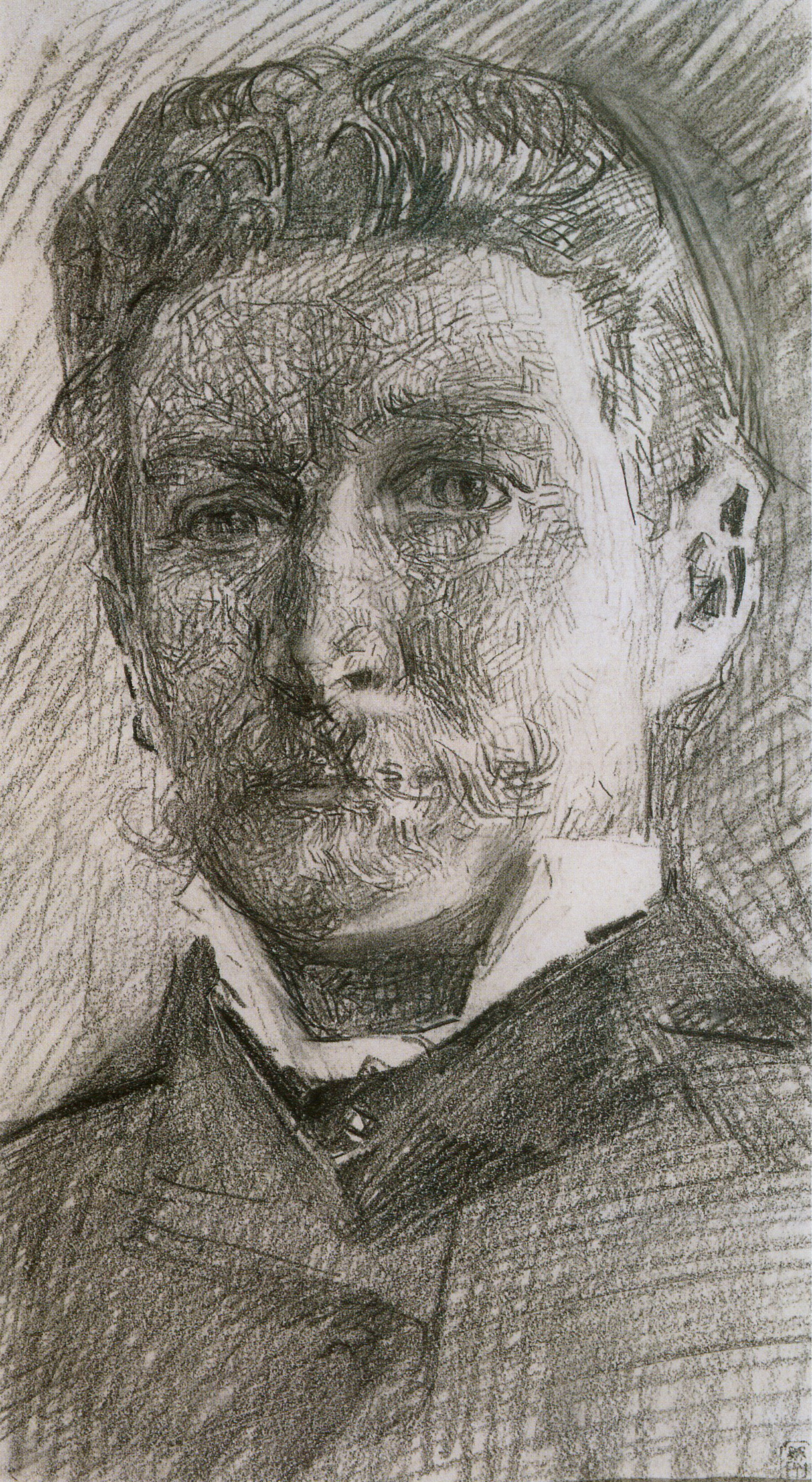
Автопортрет, 1905
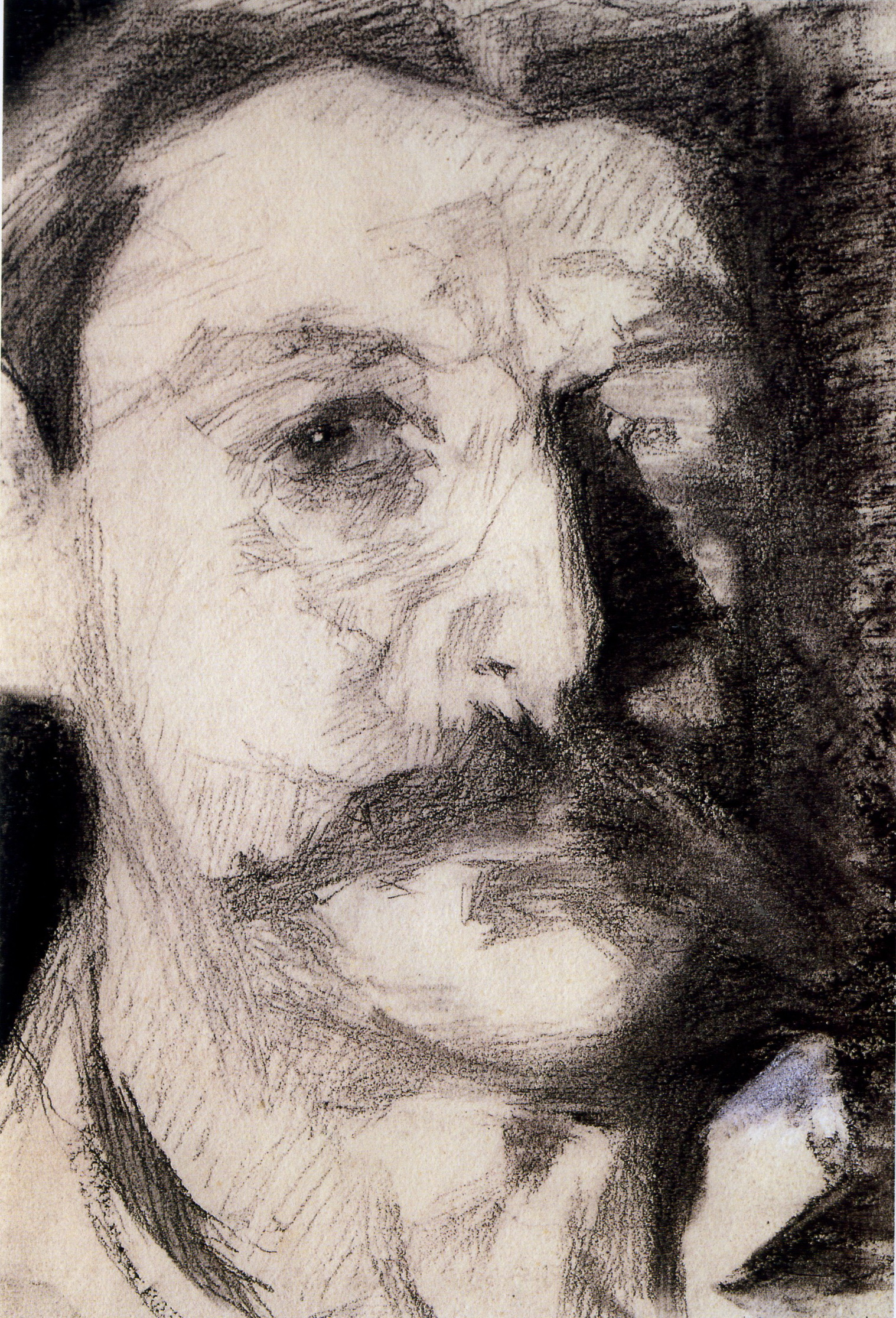
Автопортрет

## Врубель як художник книги
1890 року в зв'язку із п'ятидесятиріччям з дня убивства поета Михайла Лермонтова розпочали підготовку до ювілейного видання його творів. Для створення ілюстрацій видавець І. Н. Кушнерев запросив декількох відомих на той час художників. Але художник Валентин Сєров порадив залучити до роботи і художника Врубеля. Так завдяки Сєрову Михайло Врубель знов звернувся до поезій і прози улюбленого автора. Врубелем були створені малюнки до роману «Герой нашого часу», до деяких віршів та до поеми «Демон».
Передчуттям майбутньої трагедії віє навіть від суто побутової сцени в малюнку «Журналіст, читач і письменник», адже один із них відбуде в далекий краї і знайде там смерть. А молодість і талант були дані йому не для цього.

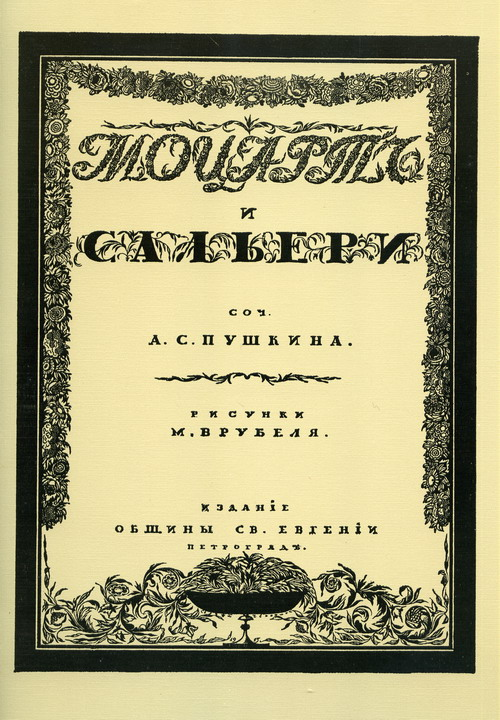
Видання п'єси «Моцарт і Сальєрі» з ілюстраціями М. Врубеля
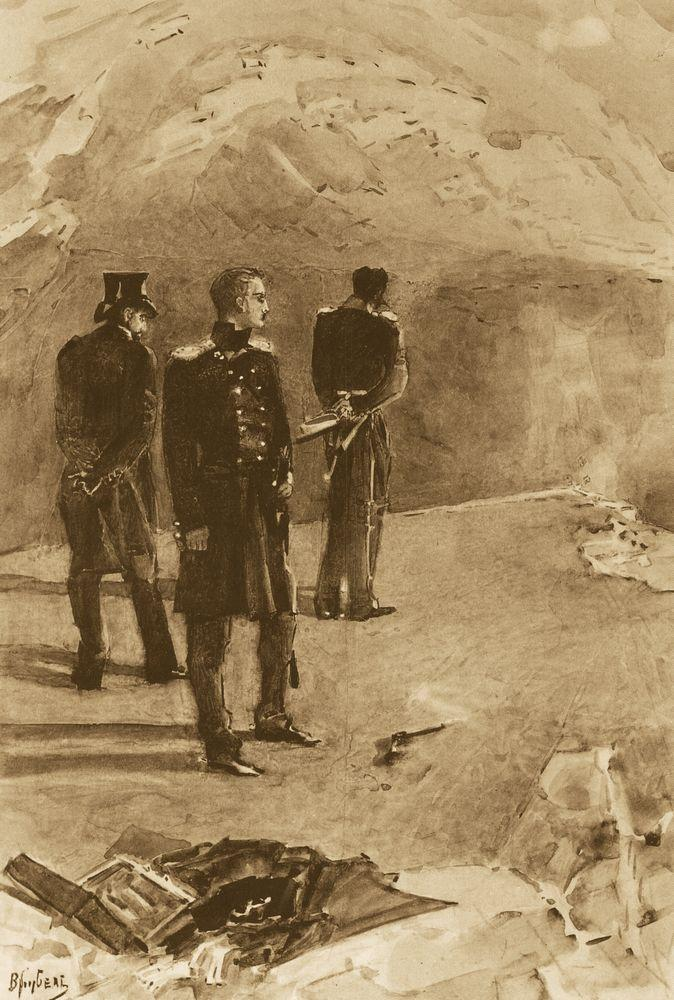
Малюнок до роману «Герой нашого часу» М. Лермонтова, «Дуель з Грушницьким»
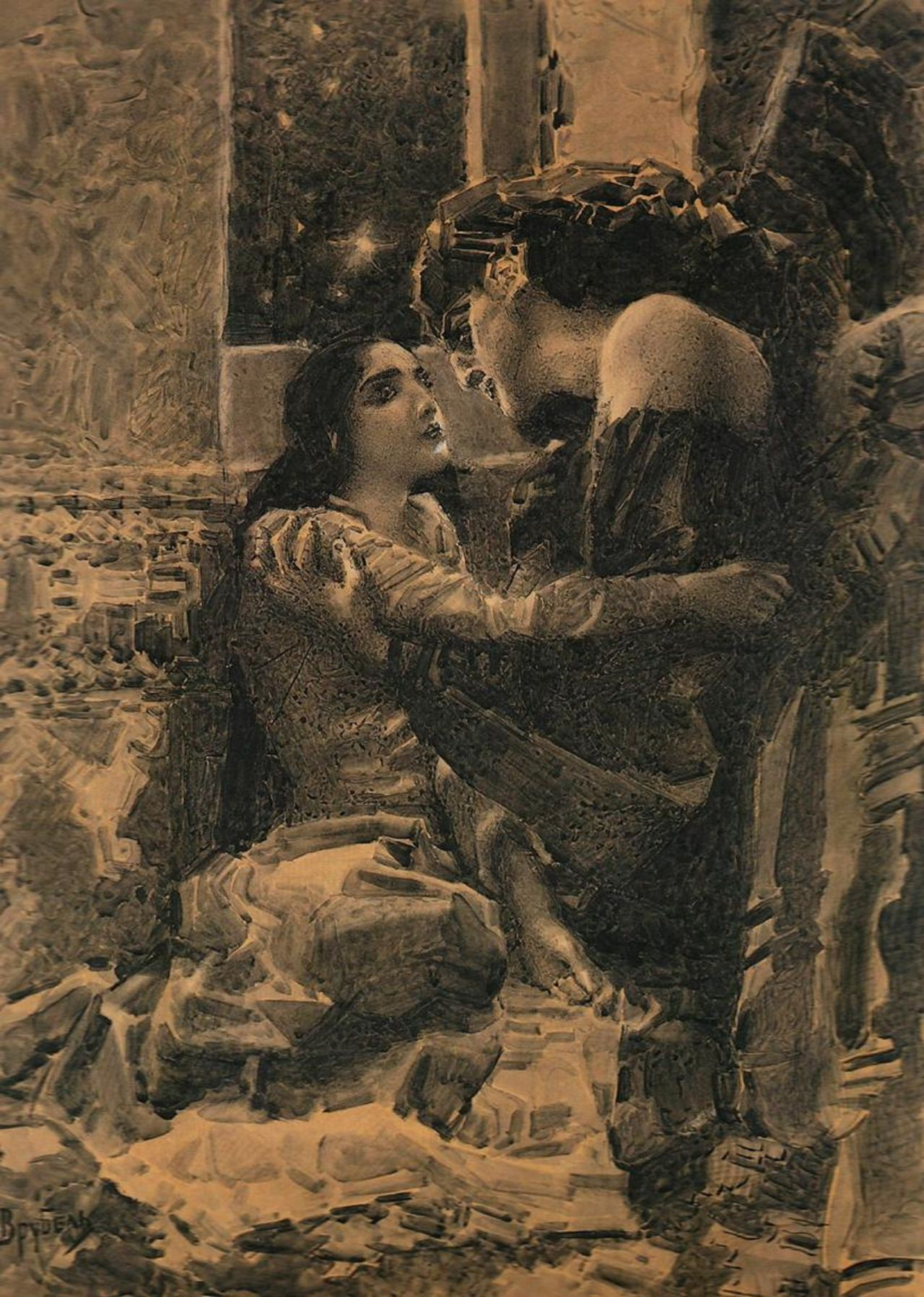
«Тамара і Демон». 1890
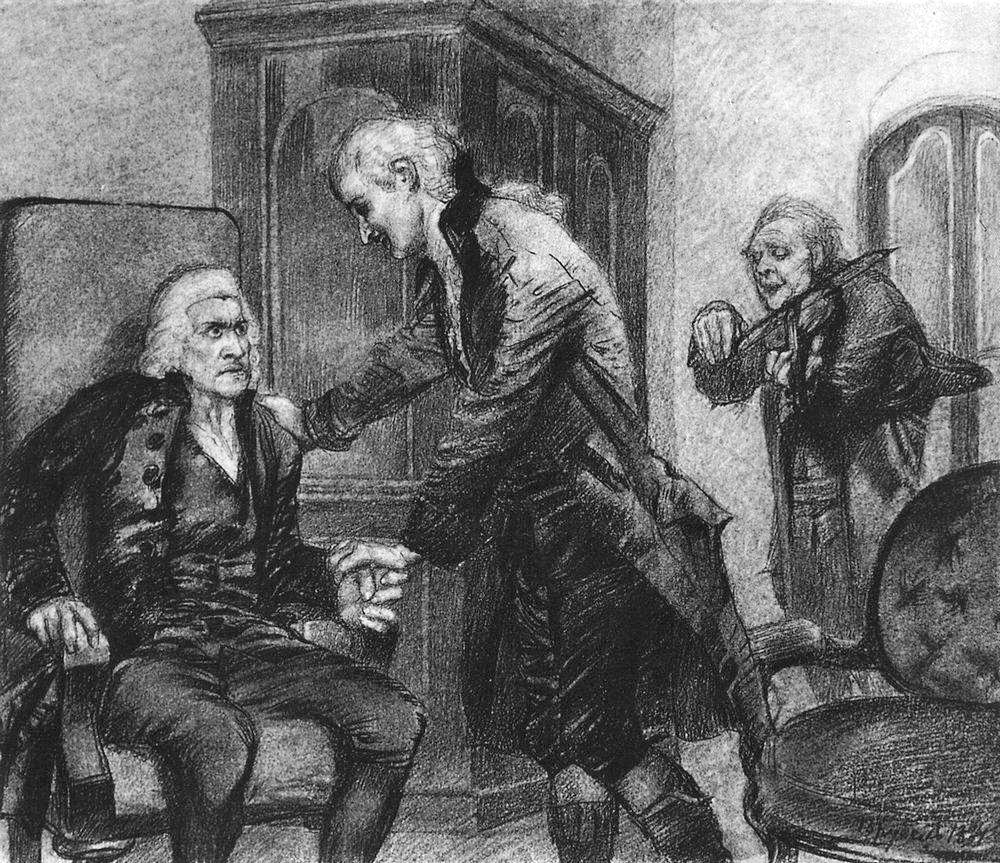
Врубель. «Маленькі трагедії», малюнок до «Моцарта і Сальєрі», 1884
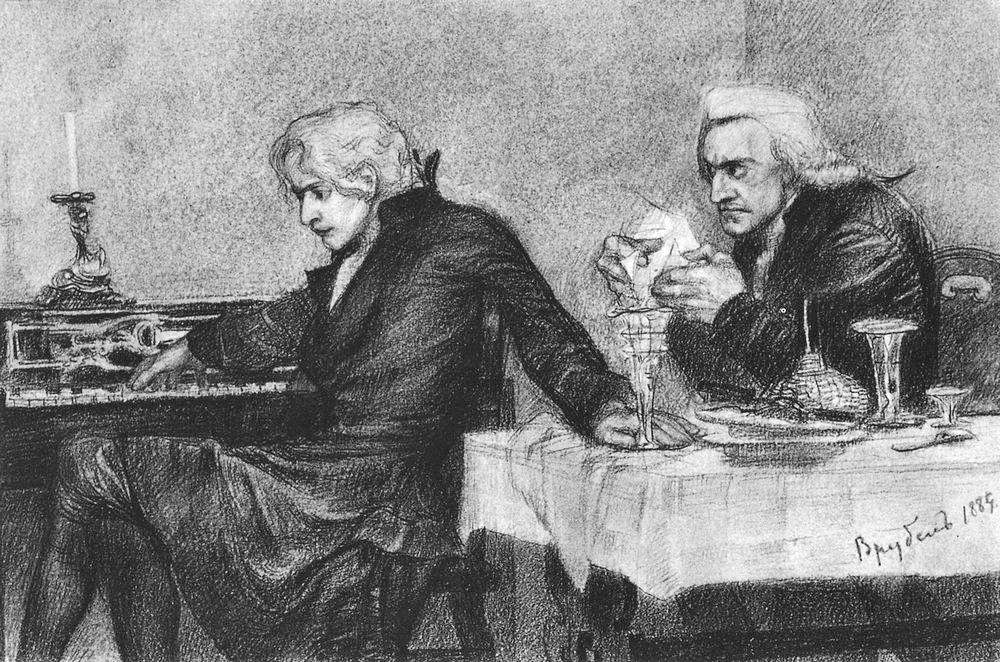
«Моцарт і Сальєрі», сцена отруєння, 1884, Державний Російський музей, Санкт-Петербург

Художник працював лише з чорною аквареллю, витискаючи з відтінків чорного всі його художні і колористичні можливості. Пристрасний у житті, Врубель переніс пристрасті і драматизм в малюнки. Він не перший, хто створював ілюстрації, наприклад, до лермонтовського «Демона». Робив їх і модний на той час Міхай Зічі. Але вперше в видавничій практиці зустрівся митець масштабного обдарування, здатний відтворити візуальні образи на папері, конгеніальні драматичним творам геніального російського поета.
Не менш тривожні і малюнки Михайла Врубеля до роману «Герой нашого часу». Дивує і ранить настрій цих акварелей на тлі пустельних гірських пейзажів з їх провінційними смутком і нудьгою, непривітністю до людей, що опинились тут мимоволі і що так безглуздо розпорядились власним дозвіллям і власним життям.

## Малюнки петербурзького періоду

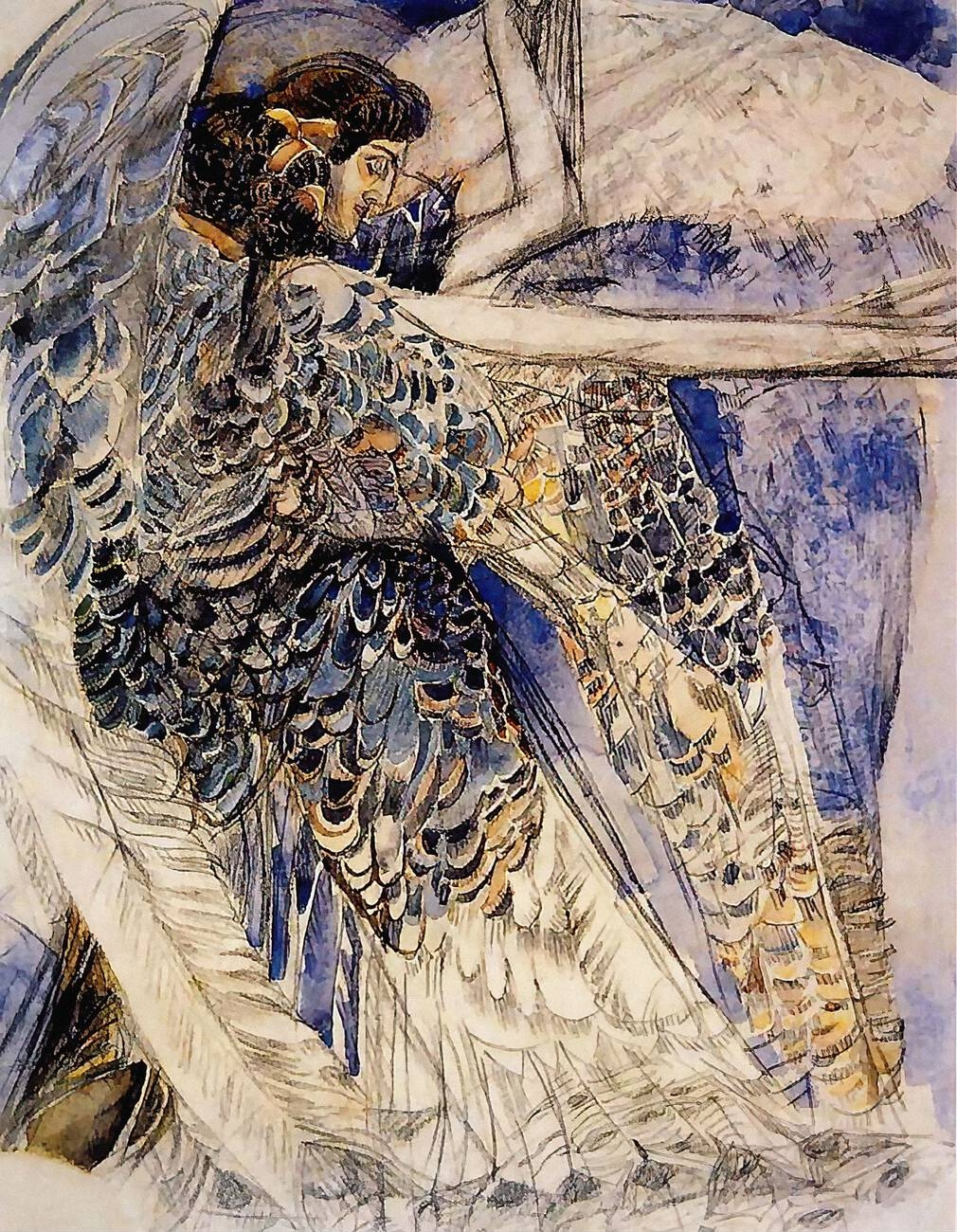
«Серафим», до 1905
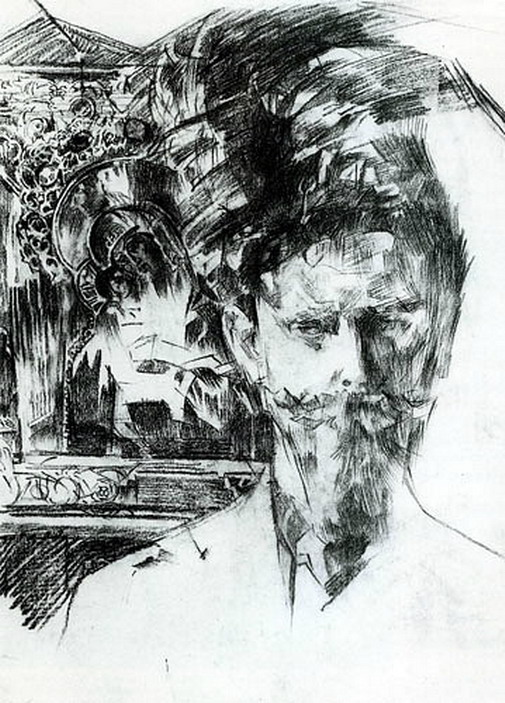
«Портрет лікаря Ф. Усольцева на тлі ікони», 1903-1904
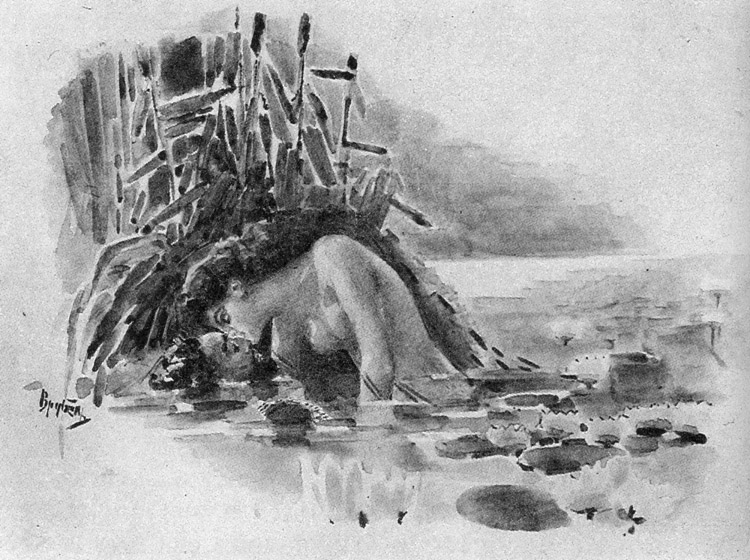
Світлина до вірша «Русалка»
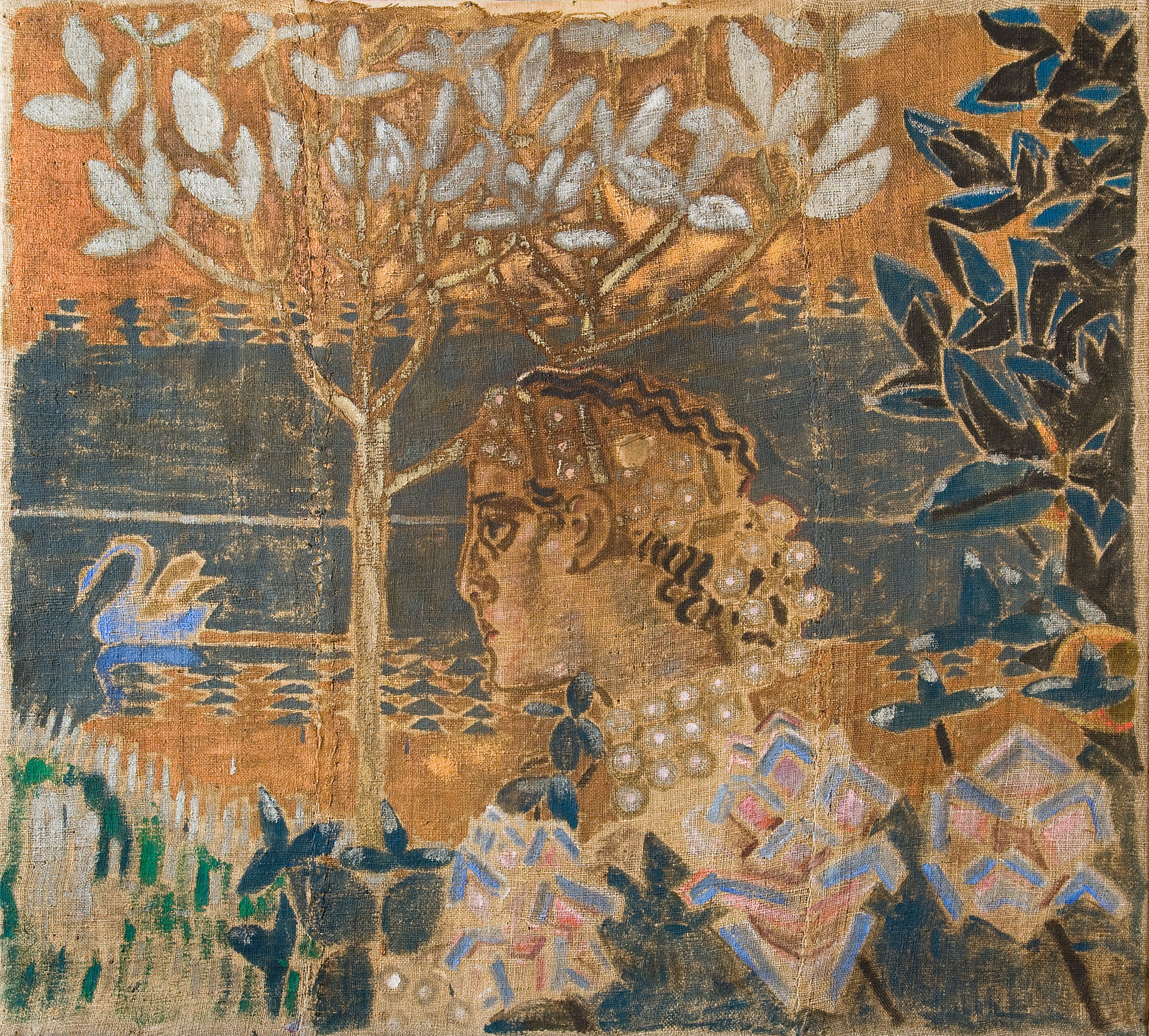
Князь Гвидон і Царівна-Лебідь. Ескіз екрана до каміна.

## Побутові замальовки і натюрморти

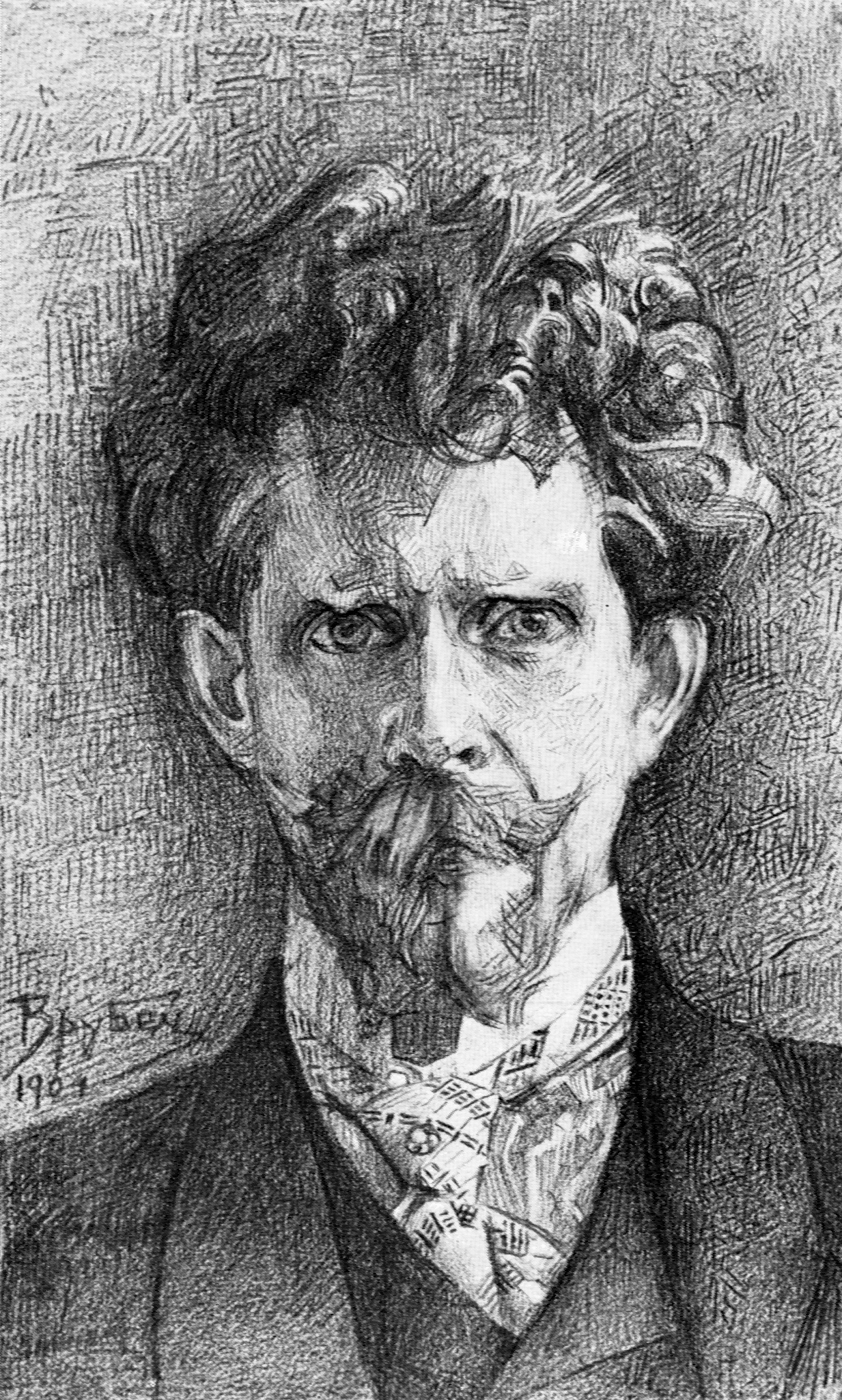
Портрет Федора Усольцева, лікаря-психіатра. 1904 р.

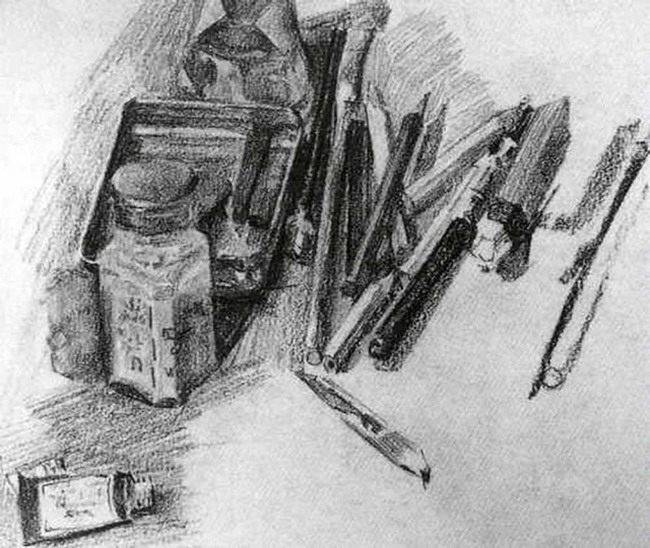
Врубель. «Художні прилади».

Останні роки життя художник мимоволі проводив в приватних психіатричних лікарнях, бо прийшли напади тривожності і ажиотажу, котрі лякали його дружину і його самого. В світлі проміжки в хвору уяву митця приходять буденні сцени перебування в лікарнях та краєвиди з вікон. Саме до цього періоду належать малюнки здебільшого побутового жанру та монохромні пейзажі. Всі вони зроблені сірим олівцем і відбивали побут в лікарнях. Серед них —
- «Санітар», 1903
- «Вечір. За картами», 1903
- «Портрет санітара», 1903
- «Гра в шахи», 1903
- «Портрет хворого в халаті», 1903
- «Читання біля вікна», 1903
- «Дерево біля паркана», 1903
- «Дворик взимку»
- «Портрет лікаря Левицького»
- «Візерунок на ковдрі»
- «Халат в клітинку і ліжко»
- «Рука художника, котра тримає носову хустку»
- «Крісло у стола»
- «Диван і подушка»
- «Гранчатий стакан»
- «Ліжко з фігурою хворого»
- «Осінній пейзаж з річкою», 1905
- «Художні прилади»
- «Натюрморт. Підсвічник, графін, стакан», 1905

В наявності — відсторонення від активного художнього життя, нудне спілкування з хворими, приховано драматичний побут божевільні з її нудьгою, раптовими нападами хвороби, довгими спостереженнями за краєвидами з вікна. Художник, що звик роками інтенсивно працювати, намагається не втрачати форму, робить серію останніх автопортретів в малюнках. Сумні малюнки в лікарнях трохи урізноманітнюють зображення квітів, але вони наче втрачають всі фарби.
Серед декількох портретів Михайла Врубеля цього періоду — олівцевий портрет лікаря Федора Усольцева 1904 року. Але і колючий, підозрілий погляд лікаря, і весь його напружений психологічний стан мають моторошний відбиток побуту психіатричної лікарні, всю її трагічну сутність.
У художника слабшає воля, зменшуються його королистичні здібності, починає погіршуватися зір. За чотири роки до смерті художник остаточно втратив зір. Але розпочались справжня слава і визнання художника. Він ще встиг взяти участь в перших виставках «Світу мистецтва». Художник, котрий практично прикутий до лікарень в останні роки, отримав нарешті визнання і в Петербурзькій Академії, де 1906 року Михайлові Врубелю надали звання академіка. Він просто перестає бути живою людиною і переходить в стан легендарних митців.

## Релігійні сюжети в малюнках і акварелях Врубеля

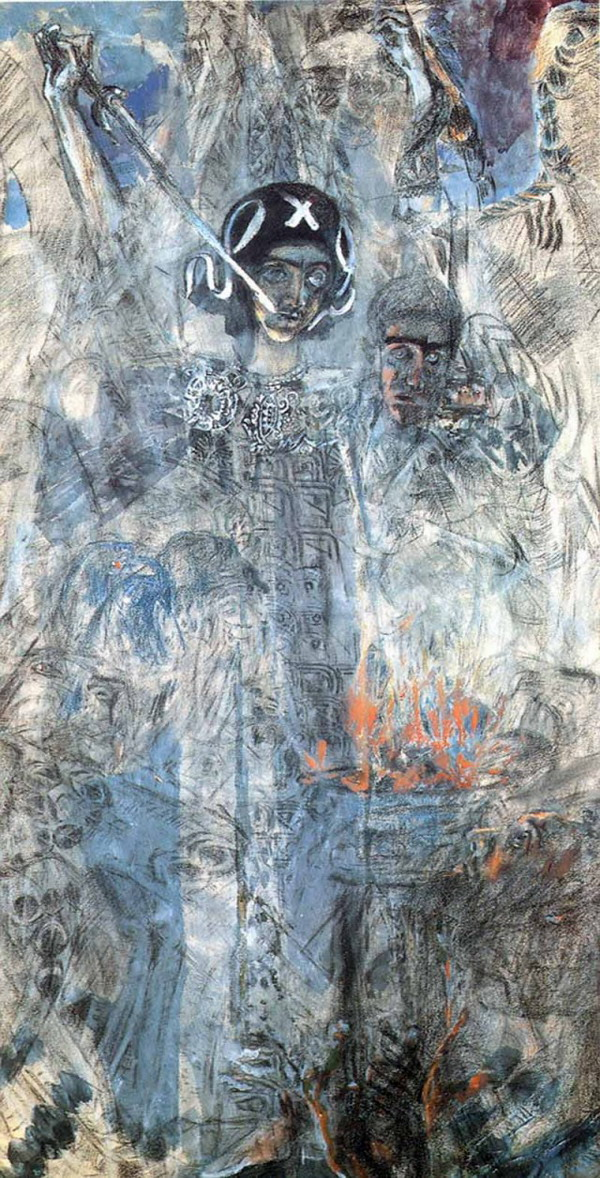
Видіння пророка Єзекіїля, 1906 р.

Серед перших звернень Врубеля до релігійної тематики —малюнок «Заручини Йосипа і Марії», виконаний 1881 р. Композиція малюнка врівноважена, а чисельні персонажі заручин, окреслені лише силуетом, безперервною лінією. Майстерність і учнівство на рівних присутні в творі і ще не обіцяють гостро індивідуального в малюванні митця.
Як відомо, Врубель не пройшов повного курсу навчання в академії, котрий дорівнював тоді сім років. Нестачу академічної школи він компенсував самоосвітою та подальшим розвитком системи малювання, закладену викладачем П. П. Чистяковим. Саме на київський період творчості митця прийшлося народження із Врубеля малювальника вищого щаблю, де не залишилось нічого від академізму його перших творів. Незважаючи на години малювання з натури, Михайло Врубель не впав в натуралізм, не став і нудним і точним реалістом. Народився митець із гостро індивідуальною художньою манерою як в малюнках, так і в живопису, до того ж із значним колористичним хистом. В повній мірі колористичний хист художника виявився в роботах до іконостаса Кирилівської церкви (1885 р.). Сміливий колоризм Врубеля був підтриманий зверненням до візантійських витоків в його київських та венеціанських варіантах. Так, хитон Богородиці, взятий в повну силу, і нагадує візантійські зразки, і є новітньою їх інтерпретацією.
Печатка абсолютної оригінальності притаманна вже всім ескізам Врубеля до стінописів в Володимирському соборі. Це чотири варіанти «Надгробного плачу», «Янгол з кадилом і свічкою», два варіанти «Воскресіння». Врубель в цих творах відсахнувся від академізму остаточно, подавши релігійні персонажі і площинно, і стилізовано, звернувшись до візантійських, суто площинних витоків. Ескізи «Надгробного плачу» вийшли найбільш драматичними і насиченими справжнім стражданням, притаманним ще візантійським фрескам 11-12 століть. Впливи новітніх рис символізму і сецесії вбачають в фігурі «Янгола з кадилом і свічкою», з його нетутешньою зовнішністю і тихою ходою. Недарма зауважували, що для подібних стінописів Михайла Врубеля було би слід будувати окремий храм.
Вир життя з його клопотами, хворобами і негараздами відірвав художника від релігійної тематики. Але вона нагадувала про себе в серії подальших малюнків «Пророк». Якось в бесіді зі знайомим він болісно зауважив, що мало мав замов на монументальні твори, а ще менше — на твори зі значущим змістом. Але художник забув, що монументальне мистецтво наприкінці 19 ст. переживало не найкращі часи і його не найкращі часи припали саме на роки життя Врубеля. Він прагнув стінописів зі значушими філософськими темами, яких йому тоді ніхто не міг запропонувати.
Новим поверненням до релігійної тематики став твір «Видіння пророка Єзекіїля». Видіння пророка Єзекіїля в оригіналі — і похмурі, і надто моторошні. Одне з них — видіння сухих кісток на величезному цвитарі, коли за вказівкою Бога — мерці постали з могил, кістки одяглися жилами, м'язами, шкірою і почали чекати душ, аби їх наново оживив Творець.
Розбурхана хворобою свідомість Врубеля останніх років життя зосореджена в ескізі лише на постаті Єзекіїля, урочистій, в коштовних візантійських шатах, шитих перлами, але пророк похмурий, пригнічений видінням мерців і цвинтаря, терпляче підкорений владі всемогутнього Бога. Про посталих мерців нагадує лише одна вражена жахом постать. Таємнича і значуща зустріч з волею Бога передана художником феєричною, примарною атмосферою хаотичних мазків і плям, схожих з пилом та сміттям, підхопленим і закрученим угору велетенським вихором. Цього виявилося вдосталь, аби вже уява обізнаного глядача домалювала все необхідне, аби моторошна картина видіння пророка стала повною.